# Carlos Facchina
Carlos Bernardo Facchina Nunes (São Carlos, 9 de setembro de 1938) um ex-dirigente esportivo brasileiro e ex-presidente da Sociedade Esportiva Palmeiras no período de 1989 até 1992. Foi em sua gestão que o contrato de co-gestão com a empresa italiana Parmalat foi assinado. Carlos é sobrinho de Delfino Facchina, que também foi presidente do Palmeiras em dois mantados.